# Saki szara
Saki szara (Pithecia monachus) – gatunek ssaka naczelnego z podrodziny saki (Pitheciinae) w obrębie rodziny sakowatych (Pitheciidae).

## Taksonomia
Gatunek po raz pierwszy zgodnie z zasadami nazewnictwa binominalnego opisał w 1812 roku francuski przyrodnik Étienne Geoffroy Saint-Hilaire, nadając mu nazwę Simia monachus. Miejsce typowe według oryginalnego opisu to „Brazylia” (fr. Habite probablement le Brésil), ograniczone w 1987 roku przez Philipa Hershkovitza do lewego brzegu rzeki Solimões między Tabatingą a rzeką Tonantins, w Brazylii. Holotyp to zamontowana skóra z czaszką w środku (sygnatura MNHN-ZM-2005-928) ze zbiorów Muzeum Historii Naturalnej w Paryżu
Badania morfologiczne przeprowadzone w 2014 roku wykazały, że tradycyjnie znany P. monachus reprezentuje pięć odrębnych gatunków: P. monachus, P. hirsuta, P. inusta, P. milleri i P. napensis. 
Autorzy Illustrated Checklist of the Mammals of the World uznają ten takson za gatunek monotypowy.

### Etymologia
- Pithecia: epitet gatunkowy Simia pithecia Linnaeus, 1766; gr. πιθηκος pithēkos „małpa”[11].
- monachus: późnołac. monachus „mnich”, od gr. μοναχος monakhos „mnich”, od μονος monos „samotny”, od μοναχοω monakhoō „być sam”[12].

## Zasięg występowania
Saki szara występuje w przepływie między rzeką Solimões, od dolnego do środkowego biegu rzeki Ukajali i dolnego biegu rzeki Yavari, rozciągający się na południe do co najmniej Sarayacu/Serra do Divisor w północno-wschodnim Peru i dolnych biegów rzek Javari do Jurua w zachodniej Brazylii.

## Morfologia
Długość ciała (bez ogona) samic 37–46 cm, samców 39,8–48 cm, długość ogona samic 41,1–48 cm, samców 30,5–50 cm; masa ciała samic 1,3–2,5 kg, samców 2,5–3,1 kg. 

## Tryb życia
Saki szara ma długie, kosmate włosy wokół twarzy i karku oraz gruby, puszysty ogon. Jest płochliwym, ostrożnym zwierzęciem, żyjącym wyłącznie na drzewach, przeważnie na ich wierzchołkach. Niekiedy pojawia się na niżej położonych gałęziach, nigdy jednak nie schodzi na ziemię. Na ogół porusza się na czterech kończynach, jednak po grubszych konarach biegnie czasami wyprostowana i przeskakuje w tej pozycji na następną gałąź. Saki szare dzień spędzają buszując parami lub w małych grupach rodzinnych w poszukiwaniu owoców, miodu, liści oraz małych kręgowców, takich jak gryzonie, nietoperze i ptaki.
Samica rodzi każdorazowo tylko 1 młode.

## Status zagrożenia
W Czerwonej księdze gatunków zagrożonych Międzynarodowej Unii Ochrony Przyrody i Jej Zasobów został zaliczony do kategorii LC (ang. least concern ‘najmniejszej troski’).